# Salvatore Cacciola

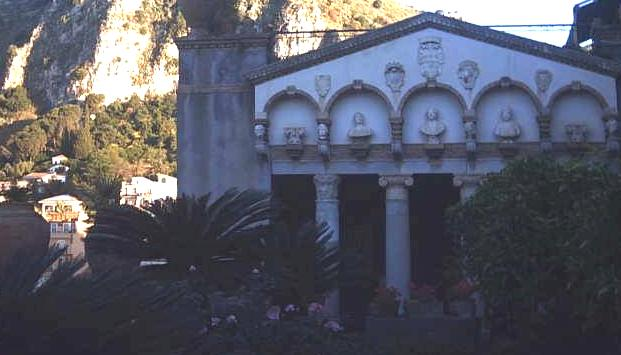
La loggia Massonica "Rinascimento" nel giardino del palazzo Acrosso Papale in via Teatro Greco a Taormina, edificata con colonne e capitelli originali del periodo greco-romano ritrovati in loco all'epoca della sua costruzione, adornata con stemmi di famiglia, dove si nota il busto marmoreo di Salvatore Cacciola ed ai lati quelli delle sue due mogli: a destra la sua cameriera Ida Mosca, sposata in seconde nozze e a sinistra la prima moglie, Miss Florence Trevelyan Trevelyan.

Salvatore Cacciola (Taormina, 1846 – Taormina, 1927) è stato un filantropo e medico italiano, è stato il sindaco di Taormina per un ventennio alla fine del XIX secolo.

## Biografia

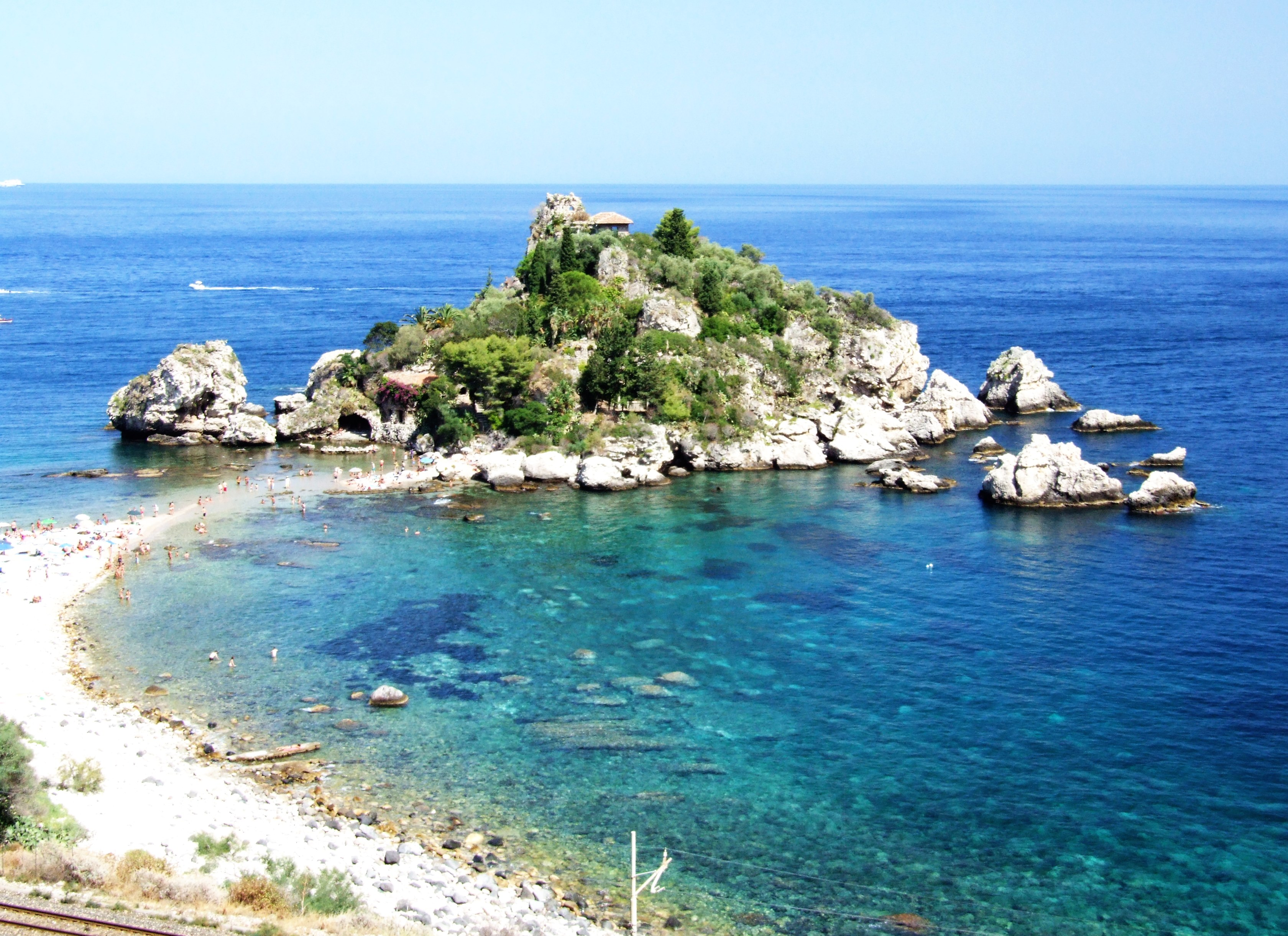
L'Isola Bella

Docente di istologia patologica all'Università di Padova, fu membro dell'Accademia Medica di Roma e Sindaco di Taormina per un ventennio, tra alterne vicende politiche. Il 13 luglio 1890 sposò miss Florence Trevelyan Trevelyan.
Acquisì l'Isola Bella dall'eredità della moglie, ma anni prima comprò il convento di San Francesco di Paola a Taormina che a sue spese trasformò in ospedale, donandolo poi al Comune di Taormina.
Prima della morte volle lasciare al Comune di Taormina strade, terreni e parte di Hallington siculo realizzato dalla moglie, che poi divenne il giardino pubblico di Taormina in quanto il Regio Decreto Legge 528 del 18 febbraio 1923 espropria “giardino Trevelyan per la esecuzione di opere di miglioramento della città”.
Nel 1923 il Parco di Hallington siculo
 venne intestato con una targa di marmo al suo ingresso “Parco G. 
Colonna duca di Cesarò l'uomo politico che con decreto legge 18.2.1923 
n. 528 l'acquisì al demanio comunale” ma il duca non figura nemmeno tra i firmatari del Regio Decreto 528/192 e, anzi, fu per tanti anni acerrimo nemico politico di Cacciola.
Massone, 33o del Rito scozzese antico ed accettato, realizzò all'interno del suo palazzo, ereditato poi dal suo nipote, l'avvocato Cesare Acrosso, un tempio massonico e la prima loggia di Taormina "Rinascimento". Cacciola volle essere seppellito in un'anonima fossa comune «per continuare a stare vicino agli umili ai quali era stato sempre vicino».